# Shanta Ghosh
Shanta Ghosh (Neunkirchen, 3 januari 1975) is een atlete uit Duitsland.
Op de Olympische Zomerspelen van Sydney in 2000 liep Ghosh de 4x400 meter met het Duitse estafette-team. Met een tijd van 3:27.02 kwamen ze niet voorbij de series.
Op de Wereldkampioenschappen atletiek 2001 liep ze met het Duitse estafette-team de finale, waarbij ze een zilveren medaille behaalden. Op de Wereldkampioenschappen indooratletiek 2001 werd het Estafette-team met Ghosh derde, en pakte de bronzen medaille.

## Politiek
Als lid van het CDU was Ghosh in 2004 en 2009 kandidaat voor de Landdag van het Saarland.
- Gemeinsame Normdatei: 1059088010
- World Athletics: 14277716
- Virtual International Authority File: 311037594